# Peloroses chelonia
Peloroses chelonia är en fjärilsart som beskrevs av Le Cerf 1921. Peloroses chelonia ingår i släktet Peloroses och familjen tofsspinnare. Inga underarter finns listade i Catalogue of Life.